# Phyllonorycter olympica
Phyllonorycter olympica är en fjärilsart som beskrevs av Gerfried Deschka 1983. Phyllonorycter olympica ingår i släktet guldmalar, och familjen styltmalar.
Artens utbredningsområde är Grekland. Inga underarter finns listade i Catalogue of Life.